# Аристова, Татьяна Фёдоровна
Татьяна Фёдоровна Аристова (16 августа 1926 г., Москва — 28 февраля 2003 г., Москва) — советский российский востоковед, этнолог, курдолог, доктор исторических наук, научный сотрудник Института этнографии АН СССР, специалист по этнографии народов Ближнего Востока и Закавказья, этнографии курдов.

## Биография
Татьяна Фёдоровна Аристова родилась 16 августа 1926 г. в Москве в семье слависта и востоковеда, профессора МГУ им. М. В. Ломоносова Ф. Ф. Аристова. После смерти отца мать вынуждена была отдать детей в детский дом. После смерти матери воспитывала старшая сестра. Окончив школу, поступила в МВТУ им. Баумана, но затем изменила решение в пользу МИВ. В 1949 г. окончила иранское отделение ближневосточного факультета Московского института востоковедения, поступила в аспирантуру Института этнографии АН СССР. Во время учебы в аспирантуре участвовала в этнографических экспедициях в Закавказье, а районы проживания курдов.
В 1953 г. в ИЭ АН СССР под руководством проф. С. П. Толстова защитила кандидатскую диссертацию «Курды Ирана (Историко-этнографический очерк)». Официальный оппонент акад. И. А. Орбели высоко оценил работу.
В 1953—1979 гг. была младшим научным сотрудником, в 1979—1984 гг. — старшим научным сотрудником отдела Зарубежной Азии Института этнографии АН СССР. В 1984 г вышла на пенсию.
В 1993 г. в МГУ защитила докторскую диссертацию «Материальная культура курдов XIX — первой половины XX в.».
В 1996—1997 гг. прочитала лекционный курс по истории и этнографии курдов для курдских студентов РУДН.
Входила в редколлегию газеты «Свободный Курдистан». Была членом Общества ирако-советской дружбы.

## Научная деятельность
Область научных интересов — этнография народов Ближнего Востока и Закавказья, этнография курдов.
Наиболее существенные результаты исследований отражены в монографиях «Курды Закавказья» (1966) и «Материальная культура курдов XIX — первой половины XX вв.» (1990). Впервые в отечественной науке было предпринято этнографическое исследование культуры курдов, народа, расселенного в ряде государств Ближнего Востока. Автор сравнивает материальную культуру курдов в разных регионах, выявляя особенности двух ареалов — кавказско-анатолийского и передне-азиатского. Источниками исследования являются архивные документы, музейные экспонаты, полевые материалы и записи, полученные в поездках в Закавказье (1950—1980) и в иракский Курдистан (1978). Анализируется этнический, лингвистический и религиозный состав населения Курдистана. Дается широкая картина расселения курдов из Турции и Ирана в Закавказье. Исследуется материальная культура и быт — поселения и жилище, национальная одежда, пища и утварь и т. д.
На основе документов из архива отца опубликовала ряд статей о писателе и путешественнике В. К. Арсеньеве, с которым был знаком Ф. Ф. Аристов и которому В. К. Арсеньевым были некогда переданы воспоминания автобиографического характера.

## Основные работы
- Курды Ирана (Историко-этнографический очерк) // КСИЭ. М., 1954. Вып. 21. С. 98-104.
- Курды. Язык и литература // Народы Передней Азии. М., 1957.
- Поездка к курдам Закавказья // СЭ. 1958. № 6. С. 134—145.
- Очерк культуры и быта курдских крестьян Ирана // Переднеазиатский этнографический сборник. М., 1958. С. 223—258 (ТИЭ. Научный сборник. Т. 39).
- Некоторые сюжетные мотивы орнамента курдских ковров // КСИЭ. 1959. Вып. 32. С. 52-55.
- Из истории возникновения современных курдских селений в Закавказье // СЭ. 1962. № 2. С. 20-30.
- Народы Армянской ССР. Курды // Народы Кавказа. М., 1962. Кн. 2. С. 602—616. (совместно с А. Авдалом)
- Об этнических процессах на территории Южной Туркмении (О сближении курдов с туркменами) // СЭ. 1964. № 5. С. 17-30. (совместно с Г. П. Васильевой)
- Курды Закавказья (Историко-этнографический очерк). М.: Наука, 1966. 210 с.
- Опыт сравнительного изучения материальной культуры курдов // СЭ. 1970. № 4. С. 46-57.
- Арсеньев и советский Дальний Восток // Вопросы истории. 1972. № 8.
- Отражение этнических процессов в традиционно-бытовой культуре курдов Азербайджана и Туркмении // Этнические процессы у национальных групп Средней Азии и Казахстана. М., 1980. С. 186—201.
- Передняя Азия (Пища курдов) // Этнография питания народов стран Зарубежной Азии. М., 1986. С. 16-24.
- Материальная культура курдов XIX — первой половины XX в. Проблемы традиционно-культурной общности. М.: Наука, 1990. 228 с.[2].